# Revolucija u Habsburškoj Monarhiji 1848.
Revolucija u Habsburškoj Monarhiji 1848. odrazila se u svim zemljama Habsburške Monarhije.

## Uvod
U Habsburškoj je Monarhiji revolucija bila izrazito nacionalno obojena. S obzirom na to da je bila riječ o višenacionalnoj državi, gotovo je svaka od nacija unutar Monarhije revoluciju provodila na svoj način s vlastitim ciljevima. Česi, Hrvati, Srbi (u južnoj Ugarskoj), Rumunji, Slovenci, Mađari (Ugarska), Poljaci i Talijani tražili su pravo na nacionalno samoodređivanje. Pokušavali su postići što veći stupanj samostalnosti za svoj narod unutar Monarhije. Kada je riječ o Mađarima, taj je zahtjev u kasnijoj fazi revolucije pooštren, pa je Ugarska na nekoliko mjeseci proglašena samostalnom državom. Revolucija je započela u Beču, u ožujku 1848. godine. Smijenjen ne dotadašnji kancelar Clemens Lothar von Metternich. Car je imenovao novu vladu koja je predstavljala uglavnom bogatije slojeve građanstva. Ta je vlada počela provoditi liberalne reforme (ukidanje cenzure, uvođenje građanskih sloboda). No, siromašniji su građani tražili opće pravo glasa, na što Dvor nije bio spreman. U svibnju 1848. godine izbili su nemiri na Beču, a vladarska je obitelj pobjegla u Innsbruck.

## Austrija
U Austriji je nacionalni pokret bio povezan sa zbivanjima u Njemačkoj. Smatralo se da su Austrijanci zapravo Nijemci i da bi se dio Monarhije koji oni nastanjuju trebao naći u budućoj ujedinjenoj Njemačkoj. (Takvo mišljenje zastupao je samo dio austrijskih revolucionara).
Revolucionarna vlast u Beču nije bila spremna na potpunu demokratizaciju društva kakvu su zahtijevali širi slojevi naroda. Obnovila je suradnju s vladarskom obitelji Habsburga. U srpnju je na izborima izabrana Ustavotvorna skupština: njezino je najveće dostignuće bio zakon kojim je ukinuto kmetstvo.
U listopadu 1848. godine izbio je novi ustanak u Beču. Povod je bio pohod habsburške vojske protiv revolucionara u Mađarskoj kojima su bečki revolucionari dali potporu. Habsburška je vojska oštro intervenirala i u začetku ugušila listopadski ustanak.
U prosincu 1848. godine car Ferdinand I. napustio je prijestolje. Novim je vladarom postao Franjo Josip I. Habsburgovci su učvrstili svoju vlast i u nekoliko mjeseci ukinuli većinu revolucionarnih dostignuća. Uskoro je čak uveden i novi apsolutizam. Ipak, revolucija u Habsburškoj Monarhiji imala je jedno važno i trajno dostignuće: ukidanje kmetstva, odnosno feudalnih odnosa.

## OdnosiHrvatskeiUgarske
Događaji u Hrvatskoj 1848. godine izravno su povezani s revolucionarnim zbivanjima u Habsburškoj Monarhiji. Posebno je problematičan bio odnos hrvatske i ugarske vlasti u Budimu. Mađarski su revolucionari, predvođeni Lajosem Kossuthom (Lajošem Košutom), Ugarsku smatrali nacionalnom državom mađarskog naroda. Stoga su se borili za nacionalna prava Mađara (samostalnost u odlučivanju, nacionalno samoodređenje, jezična prava, itd.), ali istodobno Hrvatima i drugim narodima u Ugarskoj nisu priznavali ista prava. Takva stajališta izazvala su veliko nezadovoljstvo među Hrvatima, Srbima, Slovencima i Rumunjima. Nacionalni pokreti tih naroda bili su izrazito protumađarski.
Vidi Revolucija u Mađarskoj 1848.

## Revolucionarna zbivanja u Hrvatskoj
Revolucionarni pokreti u Europi i Monarhiji naišli su na odjeljak i u Hrvatskoj. Narodna je stranka u Zagrebu neposredno nakon izbijanja revolucije u Mađarskoj, 25. ožujka 1848. godine, organizirala veliku narodnu skupštinu. Na njoj su iznesena tzv. Zahtijevanja naroda habsburškom vladaru.

### Stavke izZahtijevanja naroda
1. da Josip Jelačić postane ban
2. da se ujedine sve hrvatske zemlje
3. da se ustroji hrvatska vlada, neovisna o ugarskoj vladi
4. da se hrvatski jezik uvede u upravu i školstvo
5. da se ukine kmetstvo i staleški poredak
6. da svi ljudi budu jednaki pred zakonom i u poreznim obvezama
7. da se uvedu građanske slobode (sloboda govora, tiska, vjeroispovijesti)
8. da se uvede zastupnički umjesto staleškog sabora

Od navedenih zahtjeva samo su neki ispunjeni. Pukovnik Josip Jelačić proglašen je hrvatskim banom. Također je imenovan generalom i zapovjednikom Vojne krajine, a ubrzo zatim namjesnikom Rijeke i Dalmacije. Ban Josip Jelačić je pod svojom vlašću tako ujedinio dotada razjedinjene hrvatske zemlje. Bio je to samo privremeni ustupak vladara koji je na taj način želio pridobiti Hrvatsku za borbu protiv mađarskih revolucionara.

## Hrvatski sabor1848. godine
Početkom lipnja održano je prvo zasjedanje Hrvatskog zastupničkog sabora. Na izborima za Sabor 1848. godine je glasati mogao "svaki domovine ove sin, bez razlike roda i staleža, samo ako je pismen i ako je navršio 24 godine". Europa (pa tako i Hrvatska) u to revolucionarno doba još uvijek nije bila spremna ženama priznati ravnopravnost. Osim izabranih zastupnika, Saboru su prisustvovali i predstavnici svećenstva i plemstva, imenovani po starom zakonu.
Hrvatski zastupnički sabor je:
1. potvrdio odluke i proglase bana Jelačića među kojima su najvažnije bile one o ukidanju kmetstva te o prekidu svih veza s Ugarskom,
2. predložio da u Habsburškoj Monarhiji vlast vladara bude ogramičena ustavom i da se poštuju građanske slobode,
3. predložio preuređenje monarhije u zajednicu ravnopravnih naroda
4. zatražio ujedinjenje Vojne krajine i Dalmacije s Hrvatskom.